# Power Broker (Сокол и Зимний солдат)
«Power Broker» (с англ. — «Торговец силой») — третий эпизод американского мини-сериала «Сокол и Зимний солдат», основанного на персонажах Marvel Comics Сэме Уилсоне и Баки Барнсе. В этом эпизоде Сэм и Баки неохотно работают с Гельмутом Земо, чтобы узнать больше о создании новой сыворотки суперсолдата. Действие эпизода происходит в медиафраншизе «Кинематографическая вселенная Marvel» (КВМ), и он напрямую связан с фильмами франшизы. Сценарий к эпизоду написал Дерек Колстад, а режиссёром стала Кари Скогланд.
Себастиан Стэн и Энтони Маки вновь исполняют соответствующие роли Баки Барнса и Сэма Уилсона из серии фильмов, и главные роли также исполняют Эмили Ванкэмп, Уайатт Рассел, Эрин Келлиман, Флоренс Касумба, Дэнни Рамирес, Эдиперо Одуйе, и Даниэль Брюль в роли Земо. Скогланд присоединилась к сериалу в мае 2019 года, в то время как Кольстад присоединился в июле. Съёмки проходили на «Pinewood Atlanta Studios», в мегаполисе Атланты и в Праге.
Эпизод «Power Broker» был выпущен на «Disney+» 2 апреля 2021 года.
Данный эпизод получил более смешанные отзывы от критиков по сравнению с предыдущими эпизодами, но выступление Брюля считалось ярким моментом эпизода.

## Сюжет
Баки Барнс организует тюремный бунт, и помогает Гельмуту Земо сбежать из тюрьмы после того, как он соглашается помочь остановить «Разрушителей флагов». Барнс, Земо и Сэм Уилсон отправляются в Мадрипур — криминальный островной город-государство. Земо просит Барнса притвориться «Зимним солдатом», в то время как Уилсон изображает из себя гангстера, который часто посещает Мадрипур. Вскоре после прибытия они встречаются с высокопоставленной преступницей Селби. Она рассказывает, что бывший учёный из «ГИДРЫ» доктор Уилфред Нейгел был нанят «Торговцем силы», чтобы воссоздать сыворотку суперсолдата. Личность Уилсона раскрывается после того, как его сестра Сара звонит ему во время встречи. Неожиданно Селби убивают. В дальнейшей перестрелке появляется Шэрон Картер, скрывающаяся в Мадрипуре от правительства США после конфликта из-за Заковианского договора, спасает троицу от людей Селби и охотников за головами и приводит их в лабораторию Нейгела.
Они узнают, что он воссоздал двадцать доз сыворотки, которые украла лидер «Разрушителей флагов» Карли Моргенто. Неожиданно Земо убивает Нейгела, лаборатория разрушается, и на группу нападают киллеры, в то время как Земо крадёт машину для бегства. Картер остаётся в Мадрипуре, а Сэм соглашается добиться её помилования. Джон Уокер и Лемар Хоскинс прибывают в Берлин и делают вывод, что Барнс и Уилсон помогли Земо сбежать. В то время как «Разрушители флагов» совершают рейд на склад ВСВ в Литве ради припасов. Земо, Барнс и Уилсон отправляются в Латвию на поиски Моргенто. Барнс узнаёт на улице вакандские следящие устройства и сталкивается с Айо из «Дора Миладже», которая требует выдать им Земо.

## Производство

### Разработка
К октябрю 2018 года «Marvel Studios» разрабатывала мини-сериал с участием Сэма Уилсона / Сокола (Энтони Маки) и Баки Барнса / Зимнего солдата (Себастиан Стэн) из фильмов Кинематографической вселенной Marvel (КВМ). Малкольм Спеллман был нанят в качестве главного сценариста сериала, который был официально объявлен как «Сокол и Зимний солдат» в апреле 2019 года. Месяц спустя Кари Скогланд была нанята в качестве режиссёра мини-сериала. Дерек Колстад присоединился к команде сценаристов сериала в июле 2019 года и в марте 2019 года сообщил, что он написал сценарий к третьему эпизоду сериала под названием «Power Broker». Скогланд и Спеллман, наряду с Кевином Файги, Луисом Д’Эспозито, Викторией Алонсо и Нейтом Муром стали исполнительными продюсерами:15.

### Сценарий
В этом эпизоде главные герои посещают вымышленную страну Мадрипур. Это один из первых элементов, связанных с Людьми Икс, которых ранее контролировала 20th Century Fox, который был введён в КВМ после приобретения «21st Century Fox» компанией «Disney». Бар «Принцесса», который в комиксах часто посещает Росомаха, упоминается неоновой вывеской, и при этом появляется салун Brass Monkey Saloon. В «Brass Monkey Saloon» Уилсон, Барнс и Гельмут Земо знакомятся с персонажем Селби; так зовут мутанта из комиксов, который понимает двоичный код. Спеллман сказал, что сценаристы «пришли в восторг» от возможности использовать страну в сериале, в то время как соисполнительный продюсер Зои Нейгелхаут сказала, что это было «невероятно» — иметь возможность представить страну в КВМ как способ поминутно расширять мир. Нейгелхаут заявила, что Мадрипур использовался как место, где Уилсон и Барнс чувствовали себя «рыбой, вытащенной из воды», а также как место, чтобы вновь ввести Шэрон Картер в КВМ.
В «Торговце силой» также присутствует Айо, член Дора Миладже из Ваканды. Мэтт Патчес из «Polygon» чувствовал, что включение Айо было «удовлетворительным» и связь с Вакандой в сериале имела «тематический резонанс», а не просто потому, что у Барнса есть история с нацией, и потому, что «Сокол и Зимний солдат» имел дело с расовыми проблемами в Америке и глобальной классовой войной, темами, которые затрагивались в фильме «Чёрная пантера» (2018).

### Подбор актёров
Главные роли в эпизоде исполняют Себастиан Стэн (Баки Барнс), Энтони Маки (Сэм Уилсон), Эмили Ванкэмп (Шэрон Картер), Уайатт Рассел (Джон Уокер), Эрин Келлиман (Карли Моргенто), Флоренс Касумба (Айо), Дэнни Рамирес (Хоакин Торрес), Эдиперо Одуйе (Сара Уилсон) и Даниэль Брюль (Гельмут Земо):47:36–48:10. Также в эпизоде появляются Кле Беннетт (Лемар Хоскинс), Десмонд Чиам (Дович), Дэни Дити (Джиджи), Индиа Басси (ДиДи), Ренес Ривера (Леннокс), Тайлер Дин Флорес (Диего), Ноа Миллс (Нико), Вероника Фалькон (Мама Доня), Нил Кодински (Руди), Николас Прайор (Оэзник), Имельда Коркоран (Селби) и Олли Хааскиви (доктор Нейгел):48:50.

### Съёмки и визуальные эффекты
Съёмки начались в 31 октября 2019 года в павильонах студии «Pinewood Atlanta» в Атланте, Джорджия, где режиссёром стала Скогланд, а П. Дж. Диллон выступил в качестве оператора:15. Натурные съёмки проходили в мегаполисе Атланты и в Праге.
Короткий момент танца Земо, где он размахивал кулаком, породивший различные интернет-мемы, был сымпровизирован во время съёмок. Брюль сказал, что, по его мнению, поскольку Земо уже много лет провёл в тюрьме, «ему нужно было выпустить пар и показать свои движения», и он чувствовал, что этот момент в конечном счёте будет вырезан из эпизода. Этот момент был частью более крупной танцевальной сцены, которая была снята, продолжительность которой в целом составляла 30 секунд. Marvel выпустила полную сцену 8 апреля 2021 года вместе с часовой версией танца. Визуальные эффекты были созданы компаниями «Crafty Apes», «Rodeo FX», «Digital Frontier», «QPPE», «Stereo D», «Tippett Studio» и «Cantina Creative»:50:09–50:20.

## Маркетинг
19 марта 2021 года «Marvel» анонсировала серию плакатов, созданных различными художниками для сериала, а 8 апреля был представлен плакат к эпизоду «Power Broker», созданный Трейси Чинг. После выхода эпизода Marvel анонсировала товары, вдохновлённые этим эпизодом, посвящённые Шэрон Картер и Земо, в рамках еженедельной акции «Marvel Must Haves» для каждого эпизода сериала, включая одежду и «Funko Pops», а также фигуру Земо от «Marvel Legends» и постеры с Шэрон Картер. «Marvel» также создала туристический сайт во вселенной для Мадрипура, на котором присутствовали пасхалки, такие как плакаты разыскиваемых персонажей, клипы видео с камер видеонаблюдения, показывающие различные ракурсы боевых сцен в эпизоде, а также загружаемые обои для телефонов и компьютеров. Зоны «Buccaneer Bay» и «Hightown Nightclub» на сайте имели скрытый контент, причём в районе бухте «Buccaneer Bay» были перечислены корабли с именами персонажей Людей Икс, таких как Мистик, Дакен и разумный остров Кракоа, а также Шан-Чи; эти названия кораблей были позже убраны с сайта.

## Релиз
Эпизод «Power Broker» был выпущен на «Disney+» 2 апреля 2021 года.

## Отзывы
Агрегатор рецензий «Rotten Tomatoes» присвоил эпизоду рейтинг 85 % со средним баллом 6,82/10 на основе 33 отзывов. Консенсус критиков на сайте гласит: «„Сокол и Зимний солдат“ всё ещё расправляет свои крылья, когда он должен парить этой переходной части, „Power Broker“ всё равно очень забавен благодаря возвращению Даниэля Брюля и Эмили Ванкэмп в КВМ».
Суланья Мисра из «The A.V. Club» дала эпизоду оценку «C», сказав: «На первый взгляд, „Power Broker“, похоже, занимается сбором информации о сыворотке суперсолдата и Флэг-смэшерах, и даже расширением вселенной партнёров Сэма и Баки. Но он, кажется, больше всего на свете заинтересован в том, чтобы играть в тропы боевика, и знаете что? Он терпит неудачу. Весь эпизод я просто думала о тех временах, когда видела лучшие версии этих сцен». Она добавила, что в эпизоде были «странные характеризации», назвав характеризацию Шэрон «сценарной неудачей». Алан Сепинуолл из «Rolling Stone» сказал, что эпизод был «в основном просто компетентным и не более того. Мы знаем, что Marvel Studios способна делать гораздо лучше». Говоря об экшене эпизода, Сепинуолл сравнил его с сериалом «Агенты „Щ.И.Т.“» от «Marvel Television», поскольку он чувствовался «довольно утилитарным» и был «сколочен из идей, которые были сделаны где-то ещё, в надежде, что простое присутствие знакомых (или, в некоторых случаях, полузнакомых) лиц из КВМ заставит его казаться совершенно новым и захватывающим». И всё же ему понравилась игра Брюля в роли Земо. Чанселлор Агард из «Entertainment Weekly» испытывал «неоднозначные» чувства к эпизоду, сказав, что, хотя он продвигал историю вперёд, «он не был достаточно удовлетворительным», чтобы оправдать свой собственный эпизод, чувствуя, что создатели шоу пытались растянуть двухчасовой фильм на шесть эпизодов. Агард обнаружил, что введение Земо помогло усложнить динамику Уилсона и Барнса и «избежать попадания в те же самые ритмы» предыдущего эпизода, и ему понравилась оценка Земо альбома «Trouble Man», а также появление Айо. Он испытывал «холодное и неудовлетворительное» чувство к сцене с Нейгелом, хотя экспозиция «чувствовалась необходимой», и дал эпизоду оценку «B—». Его коллега Кристиан Холуб добавил: «„Сокол и Зимний солдат“ определённо играет с некоторыми интересными идеями, но у меня пока нет ощущения, что шоу точно знает, что оно хочет сделать или сказать с ними», — чувствуя себя немного запутанным различными элементами истории, хотя и заинтригован предполагаемыми окончаниями.
Мэтт Пёрслоу из «IGN», напротив, более позитивно отнёсся к эпизоду, назвав его «короткой главой, которая эффективно распаковывает многие основные сюжетные нити истории», при этом не «жертвуя важным развитием персонажей». Он также высоко оценил актёрскую игру Брюля, отметив, что его реплики произносились с «лёгкой улыбкой и оттенком сухого юмора», и указал на сходство эпизода с фильмами про Джона Уика, учитывая, что сценарий к эпизоду был написан Кольстадом, автором этой франшизы. В конце Пёрслоу сказал, что после трёх эпизодов сериал «работал на всю катушку», дав «Торговцу силой» 9 баллов из 10. Гэвин Джаспер из «Den of Geek» дал «Торговцу силой» 4,5 звезды из 5, сказав, что это был «глоток свежего воздуха», чувствуя, что эпизод был истинным продолжением фильма «Первый мститель: Противостояние» (2016), поскольку это была «новая интерпретация той же общей концепции». Джаспер сказал, что выступление Брюля сделало Земо «невероятно симпатичным и харизматичным», сравнив его с ролью Локи в фильме «Тор 2: Царство тьмы» (2013), и выразил надежду, что «Marvel» сажает семена, чтобы в конечном счёте ввести в КВМ команду «Громовержцы» из комиксов. И всё же Джаспер раскритиковал происхождение Разрушителей флагов, поскольку ему казалось, что «статус-кво есть статус-кво, и КВМ отказывается слишком сильно меняться из-за развития „Сокола и Зимнего солдата“».